# Gazela górska
Gazela górska (Gazella gazella) – gatunek ssaka z rodziny wołowatych. Występuje powszechnie na Półwyspie Arabskim, ale jej obszar występowania jest nierównomiernie rozproszony. Zamieszkuje góry, pogórza i przybrzeżne równiny. Jej środowisko pokrywa się z obszarami występowań drzew akacjowych, które są pożywieniem gazel górskich. Ich dieta składa się w przeważającej części z traw, ale jest to zależne od dostępności pożywienia. Gazela górska jest słabiej przystosowana do gorących warunków niż gazela dorkas, która zastąpiła ten gatunek na niektórych obszarach podczas późnego holocenu, kiedy nastąpił okres ocieplenia klimatu. W naturalnym środowisku pozostało niespełna 15000 gazel górskich. Ponad 10000 z podgatunku Gazella gazella cora, niespełna 3000 z występującego w Izraelu podgatunku Gazella gazella gazella, niespełna 1000 z Gazella gazella farasani, niespełna 250 z Gazella gazella muscatensis i 19 z podgatunku Gazella gazella acaciae.
Podgatunki gazeli górskiej:
- gazela akacjowa (Gazella gazella acaciae)
- gazela stokowa (Gazella gazella cora)
- gazela zatokowa (Gazella gazella dareshshouri)
- gazela czerwonomorska (Gazella gazella farasani)
- gazela górska (Gazella gazella gazella)
- gazela omańska (Gazella gazella muscatensis)

Gazela górska w Izraelu
W Izraelu występują trzy podgatunki gazeli górskiej.
Gazela arabska (Gazella gazella gazella) – występuje w większości na trzech obszarach. Jej populacja drastycznie zmalała w pierwszej części XXI wieku z powodu kłusownictwa i udanej reprodukcji irańskich wilków południowoazjatyckich, ale obecnie podniosła się dzięki staraniom ludzi i ochronie tego gatunku.
- Największa populacja gazel arabskich występuje na Wzgórzach Golan. Jej liczebność szacuje się na 1500 do 3000 osobników.
- Druga pod względem wielkości populacja w Izraelu występuje w Ramot Naftali.
- Populacja wolno żyjących gazel górskich w Galilei wynosi około 100.
- Niewielka populacja gazel występuje także na przybrzeżnych równinach, ale ich liczebność ciągle się zmniejsza z powodu szybkiej urbanizacji.

Gazela akacjowa (Gazella gazella acaciae) – podgatunek na skraju wymarcia. Ich liczebność wynosi obecnie tylko 19 osobników (inwentaryzacja przeprowadzona w 2007 - 17 dorosłych i dwa nowo narodzone). Gazela żyje w zamkniętym rezerwacie przyrody koło Yotvata.
Gazella gazella merrilli – żyje w górach, w pobliżu Jerozolimy.

## Rozmiary
Gazela górska jest średniej wielkości ssakiem waży od 20 kg do 80 kg.